# カンボジア王国軍競技場
カンボジア王国軍競技場（英: Royal Cambodian Armed Forces Stadium、略称:RCAF Stadium）は、カンボジアの首都プノンペンにあるスタジアムである。
主にサッカーの試合に用いられる。カンボジア・リーグに所属するカンボジア国防省FCがホームスタジアムとして使用する他、ラグビーカンボジア代表のホームスタジアムとして等、他の球技にも利用される。
プノンペン・オリンピックスタジアム完成後は“旧競技場”(Old stadium)と呼ばれ、区別されている。